# Jiří Král

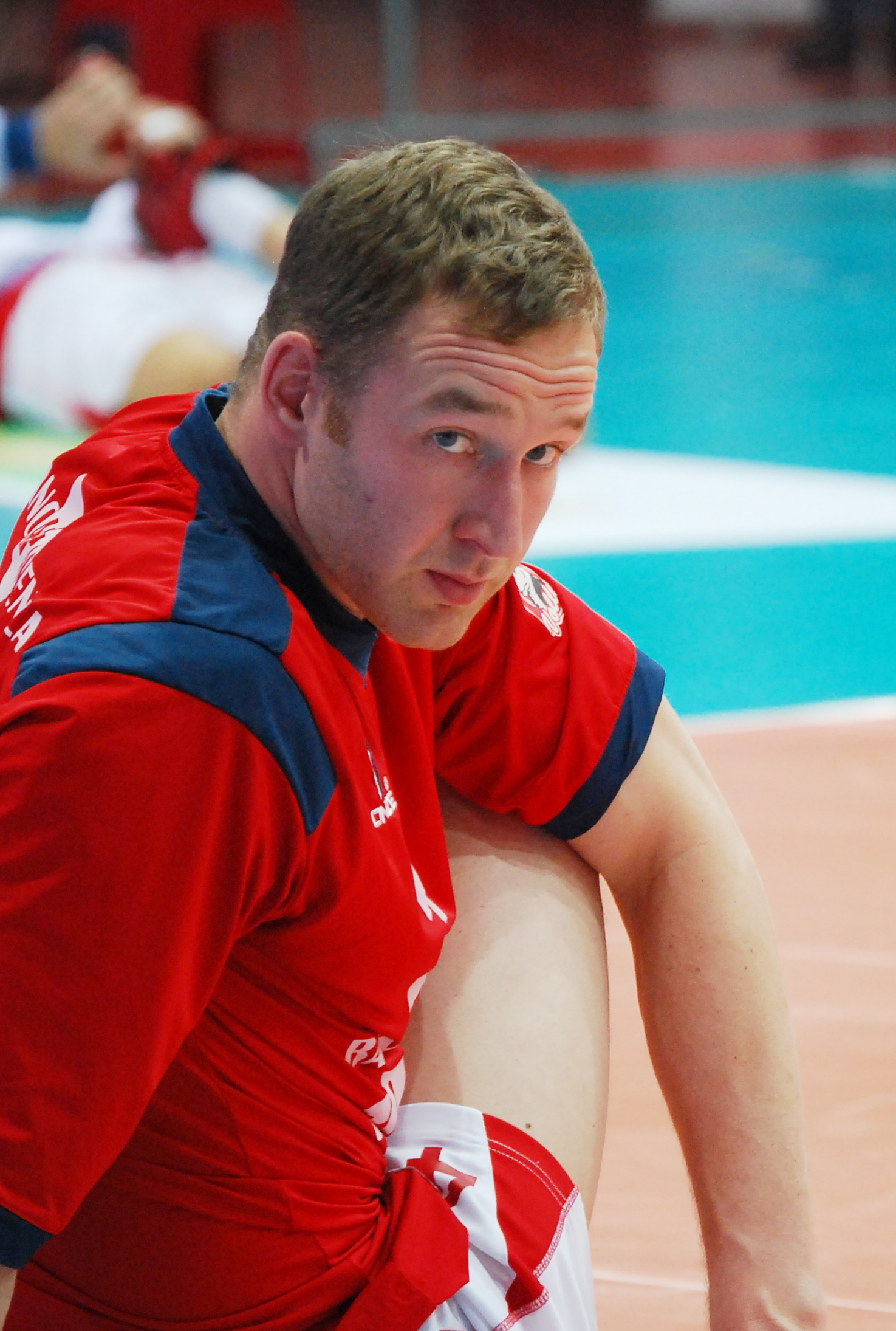
Jiří Král

Jiří Král est un joueur tchèque de volley-ball né le 8 juillet 1981 à Mělník. Il mesure 2,02 m et joue central. Il est international tchèque.

## Clubs
| Club               | De        | À         |
| ------------------ | --------- | --------- |
| Aero Odolena Voda  | 2003-2003 | 2004-2004 |
| Marmi Lanza Vérone | 2004-2005 | 2004-2005 |
| Sisley Trévise     | 2005-2006 | 2007-2008 |
| Antonveneta Padoue | 2008-2009 | 2008-2009 |
| Iraklis Salonique  | 2009-2010 | 2009-2010 |
| Halkbank Ankara    | 2010-2011 | 2010-2011 |
| Copra Piacenza     | 2011-2012 | 2011-2012 |
| Beauvais OUC       | 2012-2013 | 2015-2016 |

## Palmarès
- Ligue des champions (1)
  - Vainqueur : 2006
- Championnat d'Italie (1)
  - Vainqueur : 2007
  - Finaliste : 2006
- Championnat de République tchèque (1)
  - Vainqueur : 2004
- Coupe d'Italie (1)
  - Vainqueur : 2007
- Coupe de République tchèque (1)
  - Vainqueur : 2004
- Supercoupe d'Italie (2)
  - Vainqueur : 2006, 2007